# Abele von und zu Lilienberg

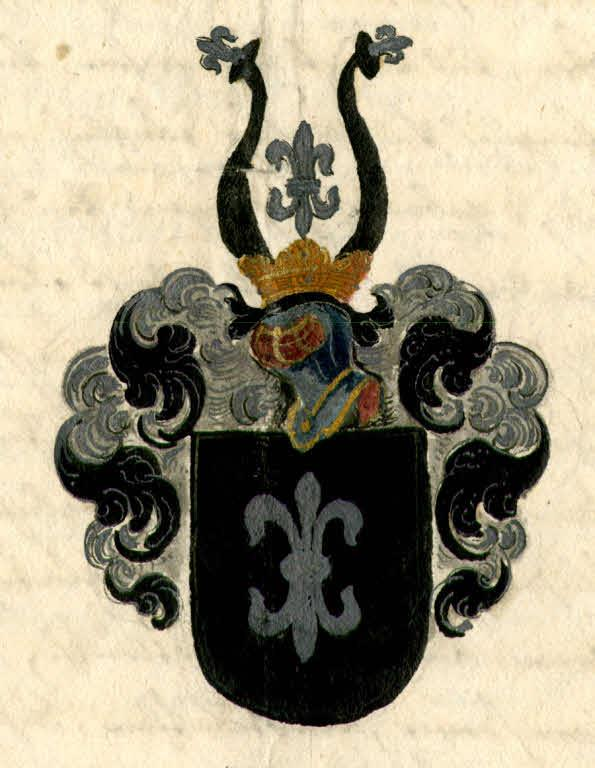
Stammwappen der Abele von Lilienberg (1647)

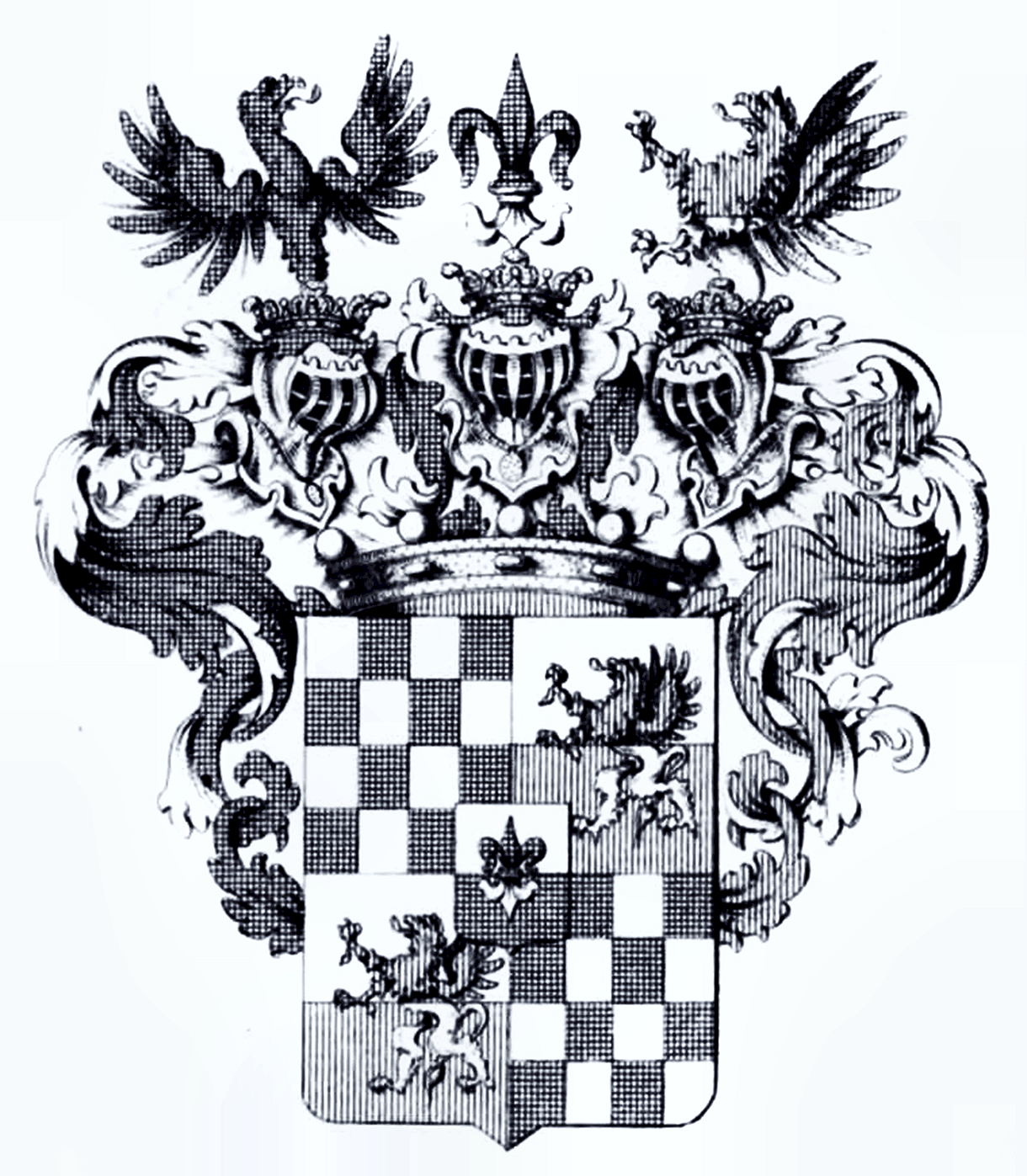
Wappen der Freiherrn Abele von und zu Lilienberg 1708

Abele von und zu Lilienberg ist der Name eines österreichischen briefadligen Geschlechts.

## Geschichte

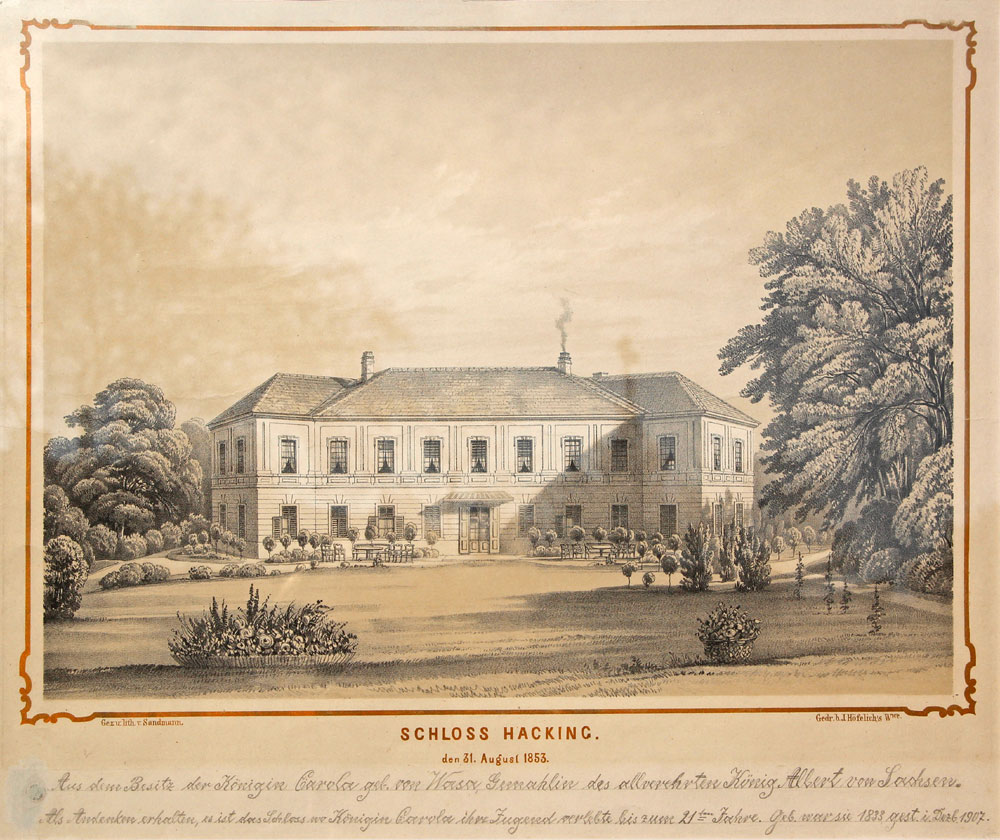
Hackinger Schlösschen

Die Familie Abele von und zu Lilienberg stammte wahrscheinlich aus dem Breisgau, wo ein Peter Aubelen nachzuweisen ist, der am 5. August 1495 geadelt wurde. Sie zog danach vermutlich nach Tirol. Familienmitglieder arbeiteten anschließend nachweislich für rund 150 Jahre im Bergbau von Schwaz und Kitzbühel. Am 12. Dezember 1547 erhielt der Sohn von Peter, Jobst Aubeller die Adelsbestätigung. Als verfolgte Protestanten mussten sie zu Beginn des 17. Jahrhunderts nach Ulm und Oberösterreich auswandern. Christoph Abel (1592–1648) wechselte vor 1625 zum katholischen Glauben, um nicht nochmals auswandern zu müssen. Er wirkte als Rat und Steuerrat von Steyr und heiratete Barbara Kirchmayer, deren Vater ein Bürger der Stadt war. Das Ehepaar bekam die Söhne Christoph Ignaz Abele (1628–1685) und Matthias Abele (~1616/1618–1677). Am 12. Januar 1647 wurde Christoph Abele von Lilienberg, Rat, Bürger und Buchhalter in Steyr, der Adelsstand verliehen. Am 30. Mai 1653 empfingen Christoph Abel von Lilienberg und seiner Brüder Mathias und Johann eine Wappenbesserung und das Adelsprädikat „von Lilienberg“. 1665 erhob Kaiser Leopold I. Christoph Ignaz Abele mit dem Prädikat „Edler Herr zu Hacking“ in den Reichsritterstand und am 15. Oktober 1673 in den Freiherrenstand mit der Berechtigung die Standeserhöhung auf seine Erben zu übertragen. Seit 1665 Besitzer der Herrschaft Hacking bei Hietzing, starb er 1685 ohne männliche Nachkommen. Auf ihn folgte als Erbe sein Neffe, der k. u. k. innerösterreichische Hofkammerrat und Referendar Johann Christoph Carl Abele, der am 4. August 1708 den erbländisch-österreichischen Freiherrenstand seines Onkels übertragen bekam. Er war Ahnherr aller späterer Sprossen des Geschlechts. Seit 1894 ist die Lilienberggasse in Hacking nach Christoph Abele von und zu Lilienberg benannt.

## Wappen
- Blasonierung des Stammwappens von 1647: In Schwarz eine silberne Lilie. Auf dem gekrönten Helm mit schwarz-silbernen Helmdecken schwarze Büffelhörner an der Spitze mit einer silbernen Lilie besteckt, dazwischen eine silberne Lilie.
- Blasonierung des Wappens von 1708: „Schild quadriert mit Mittelschild, dieser von Silber und Schwarz geteilt: Lilie farbengewechselt. 1 und 4 von Schwarz und Silber viermalvier geschacht. 2 und 3 von Silber und Rot geteilt: gekrönter Greif gewechselt. Auf dem Schild die Freiherrnkrone darüber drei gekrönte Helme, auf dem ersten die Decke von Österreich und gekrönter schwarzer Adler belegt mit silbernem Balken, auf dem mittleren schwarzweiße Decke und silberne Lilie, auf dem dritten ebensolche Decke und halber gekrönter Greif rot belegt mit silbernem Balken.“[8]

## Namensträger

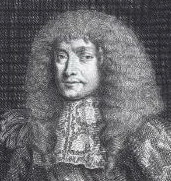
Christoph Ignaz Abele

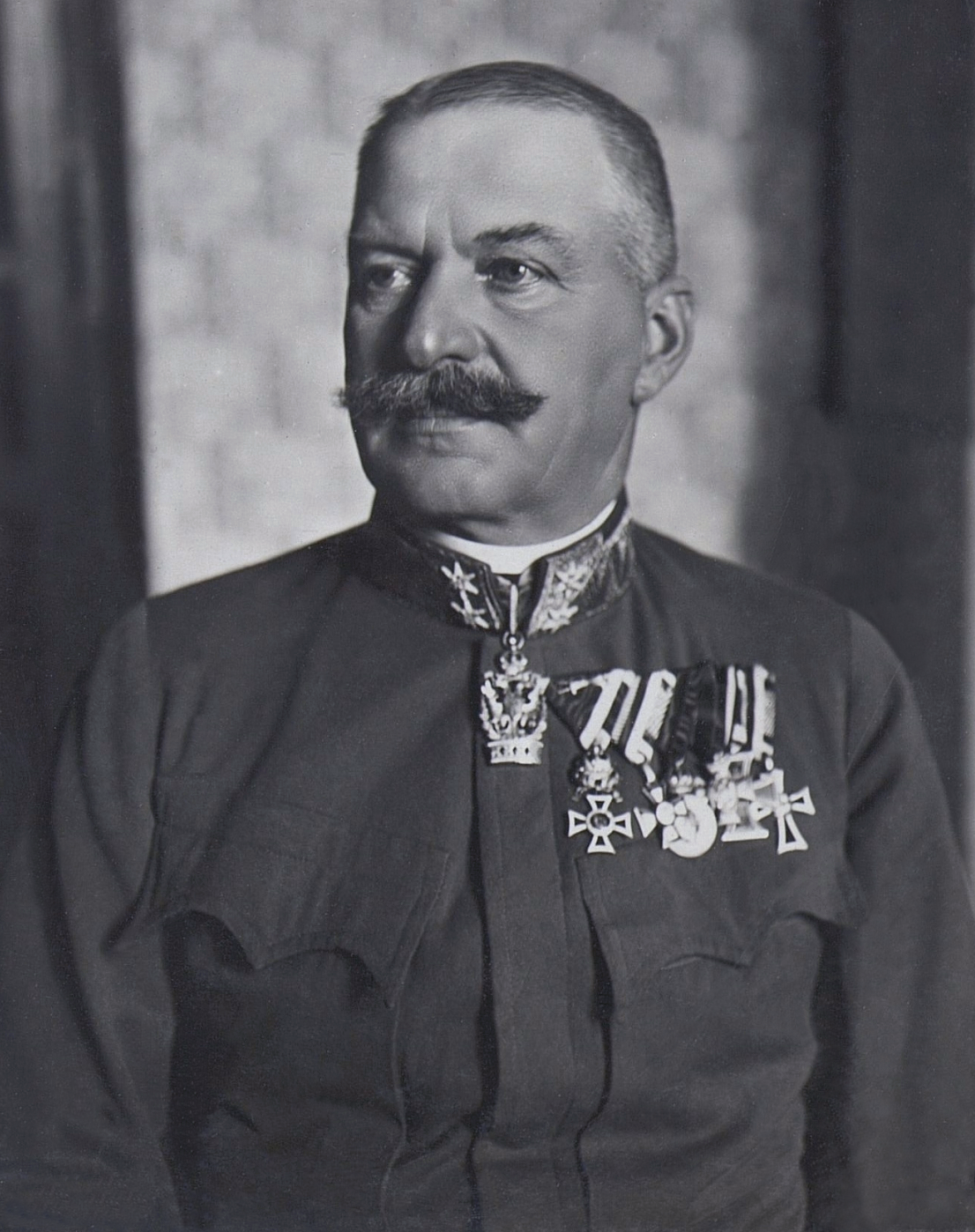
Albert Abele von und zu Lilienberg

- Albert Abele von und zu Lilienberg (1857–1927), k. u. k. Feldmarschalleutnant
- Christoph Ignaz Abele von und zu Lilienberg (1628–1685), österreichischer Rechtsgelehrter und Hofbeamter
- Franz Abele von Lilienberg (1766–1861), österreichischer Feldmarschallleutnant
- Matthias Abele von und zu Lilienberg (~1616/1618–1677), österreichischer Jurist und Schriftsteller